# Абаканово (Череповецкий район)
Абаканово — село в Череповецком районе Вологодской области. Административный центр Абакановского сельского поселения, Абакановского сельсовета и упразднённого Абакановского района (существовал в 1927—1931).

## Топоним
В справочнике 1866 года упоминается как «сельцо Абакумово, принадлежащее помещице Васильевой».
Абакум (Обакум) восходит к мужскому личному имени Аввакум.
В одной из местных грамот 1482 г. упоминается послух (то есть свидетель) староста шухтовский Захар Обакумов.

## География
Расстояние до районного центра Череповца по автодороге — 33 км. Ближайшие населённые пункты — Селище, Погорелка, Алексино, Мусора, Заручевье.

## История
В переписной книге Белозерского уезда 1678—1679 годов упоминается деревня в Шухтовской волости, «что была прежде пустошь Обакумово».
До революции входило в состав Шухтовской волости Череповецкого уезда (ныне центр Абакановского сельского поселения Череповецкого района).
В начале XX века Абаканово делилось на две части: собственно Абаканово и Ильинско-Абакановский погост (впростонародии Поповку).
На 1912 в сельце Абаканове находилось пять дворов, на которых имелось 10 жилых строения. Население составляло 39 человек, из них 19 мужского пола и 20 женского. Занятием жителей указано земледелие. В сельце располагались «2 мел. лав., 3 кжв. звд., фельд.п.» («две мелочных лавки, три кожевенных завода, фельдшерский пункт»).
В Ильинско-Абакановском погосте находилось семь дворов, на которых имелось семь жилых строения. Население составляло 18 человек, из них 10 мужского пола и 8 женского. Занятием жителей указано церковная служба — в Поповке располагались дома церковного причта. На погосте располагались «церк., мин. 2-х кл. учил., кв. зем. акуш., тржк.» (вероятно «церковь, министерское двухклассное училище (школа), квартира земской акушерки, торжок»).

## Религия
До революции в Ильинско-Шухтовском погосте Череповецкого уезда Шухтовской волости, смежном с с. Абаканово (Череповецкий район, Абакановский с/с, Абаканово), располагались две церкви:
Ильинская Шухтовская, каменная, построена в 1893 году, престол один — пророка Илии.
Параскевинская Шухтовская, деревянная, построена в 1799 году, престолы: главный — великомученицы Параскевы Пятницы, преподобных Зосимы и Савватия Соловецких.
Основание Шухтовского Ильинского прихода относится, по всей вероятности, к XVIII веку. В 1790 году здесь возводится деревянная церковь в честь пророка Илии, а в 1800 году — деревянная церковь во имя великомученицы Параскевы Пятницы.
До 1843 года приход был самостоятельным, с 1843-го по 1860 год был приписан к Покровской Шухтовской церкви, отстоявшей от него в 6 киломестрах на север, а в 1860 г. восстановлен как самостоятельный по ходатайству прихожан при высокопреосвященнейшем Исидоре, митрополите Новгородском.
В 1863 году, по причине ветхости Ильинской церкви, Параскевинский храм был переименован в Ильинский и освящён во имя пророка Илии, а Параскевинский придел уничтожен.
В 1870-е годы приход на короткое время снова утратил свою самостоятельность и был приписан к соседней Чудской церкви, находящейся в 2 км к югу.
В 1885 году заложена каменная Ильинская церковь. Строилась она на средства прихожан. Автор проекта — академик архитектуры В.Пруссак.
Перед революцией на территории прихода находилось две церкви — каменная Ильинская (1885 г.) и деревянная в честь Параскевы Пятницы (1800 г.) с приделом во имя прп. Зосимы и Савватия.
В середине 1920-х годов деревянная церковь сгорела. Здание церкви не сохранилось. Внешний вид её известен по карандашному плану конца XIX века.
Богослужения в каменном Ильинском храме были прекращены в 1937 году, в 1938 году окончательно распалась церковная «двадцатка», а 23 сентября 1940 года специальной комиссией было описано церковное имущество. Здание храма было решено переоборудовать под клуб. В послевоенное время оно использовалось в качестве склада и сельского клуба.
К моменту, когда было начато восстановление Ильинской церкви, она представляла печальное зрелище. Была разобрана колокольня, снесены купола, уничтожено внутреннее и внешнее убранство.
С 1992 года по благословению епископа Вологодского и Великоустюжского Максимилиана акционерное общество «Аммофос» просело за счёт своих средств и пожертвований прихожан реставрацию церкви, возвратив ей первоначальный вид.
Освящение храма состоялось в 1997 году. В настоящее время в нём регулярно проводятся богослужения.

## Население
| 2002 | 2010 |
| ---- | ---- |
| 762  | ↘761 |

По переписи 2002 года население — 762 человека (339 мужчин, 423 женщины). Преобладающая национальность — русские (96 %).

## Инфраструктура
Личное подсобное хозяйство с зоной сельскохозяйственного использования, индивидуальная застройка усадебного типа.
Основа экономики — сельское хозяйство. Действует (на 2006 год): средняя школа, детсад, амбулатория, дом сестринского ухода, магазины, ДК, библиотека, церковь, отделение связи, АТС.

## Транспорт
Автобусное сообщение с райцентром. Остановка общественного транспорта «Абаканово».